# 342 ق م
342 ق م أو 342 قبل الميلاد هي سنة من العقد 34 ق م في التقويم اليولياني البروليبتي (التقويم الميلادي). تليها سنة 341 ق م وتسبقها سنة 343 ق م.

## أحداث
- معركة جبل غوروس بين سامنيت والرومان.[5]
- معركة مالينغ بين ولاية تشي و ولاية وي.[6]

## مواليد
- إبيقور فيلسوف يوناني.
- ميناندر كاتب مسرحي يوناني.

## وفيات
- بانج جوان جنرال صيني.[7]

## كتب
- Yves Denis Papin (1998). Chronologie de l'histoire ancienne. Lieu de publication non identifié: Éditions Jean-paul Gisserot. ISBN:2-87747-346-5. OCLC:40746926. مؤرشف من الأصل في 2022-03-16.
- أحمد محمد عوف (2000)، موسوعة حضارة العالم، QID:Q12246226

## وصلات خارجية
- صفحة السنة على موقع onthisday.com
- سنة 342 ق م على موقع المكتبة الوطنية الفرنسية